# Plymouth (rasă de găini)

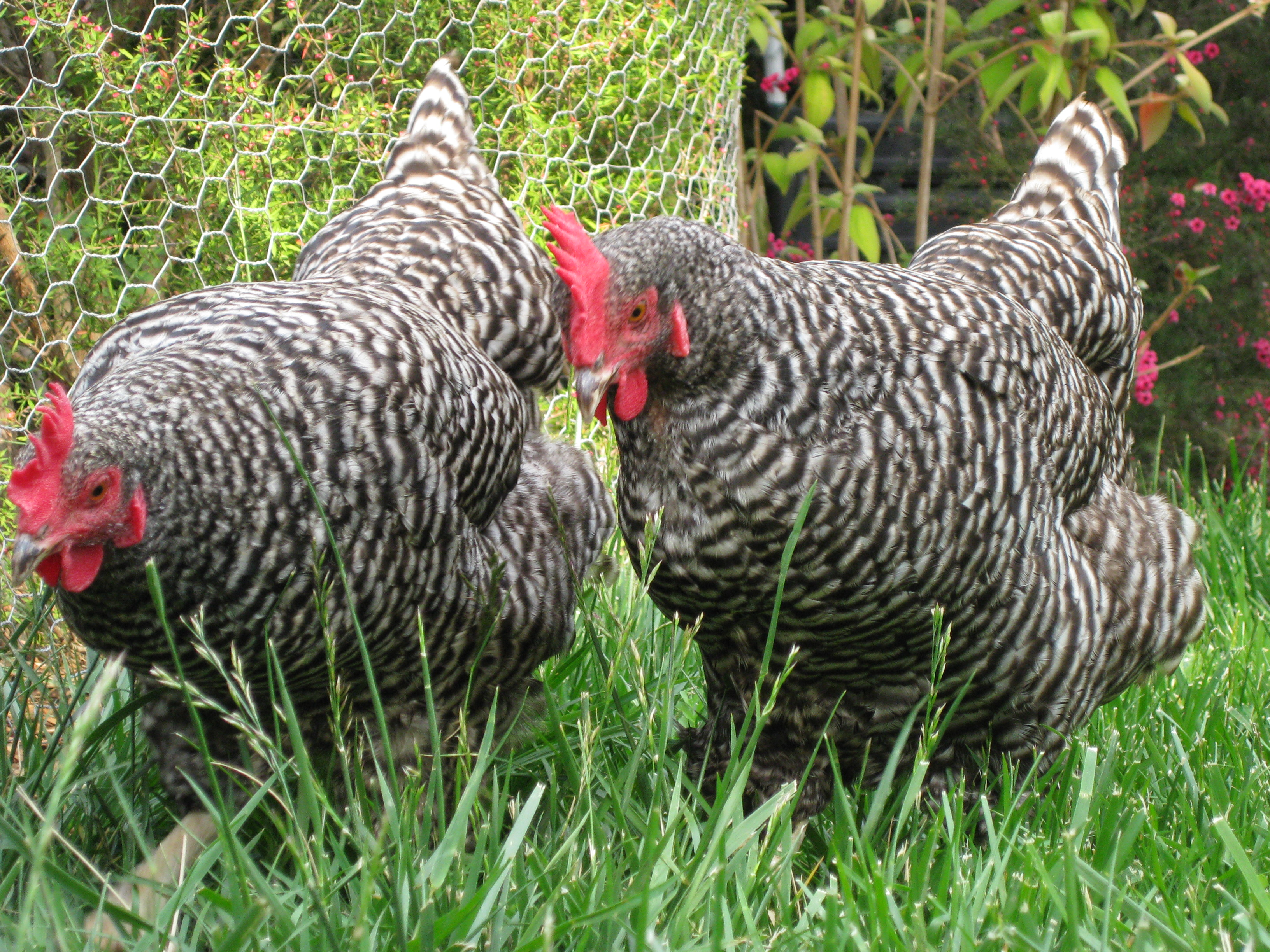
O pereche de găini din rasa Plymouth

Plymouth este o rasa de găini originară din Plymouth, Statele Unite. Rasa a fost recunoscută in anul 1874 sub denumirea de Plymouth Rock barat. Prima varietate a acestei rase a fost cea barată, celelalte fiind dezvoltate din aceasta.
Este crescută pentru carne.
Culoare: alb cu gri sau alb cu negru.
O găsim în România.
Nu este rară!